# ナーン王国
ナーン王国 (เมืองนครน่าน) は、現在のタイ王国・ナーン県ナーン市を中心に展開した、世襲の国主による半独立の国家である。ビルマ・コンバウン王朝によってナーンの国主に指名されたティンマハーウォンを始祖とする。コンバウン王朝の勢力の衰退により、シャムとビルマ両国の干渉を受け結局、世襲国主として定着。1931年まで存続した。

## 歴史
西暦1727年5月2日、チエンマイにいたティンマハーウォンがナーンの国主に任命される。しかし、彼の死後、1760年ごろからチエンマイにおける反乱が頻発する。ビルマ王の命で王位についていたアリヤウォンは、1764年、ビルマ側につき、甥のナーイアーイをビルマの援軍として送るが、1766/67年、逆に、チエンマイにおける反ビルマ反乱に便乗して、アリヤウォンはビルマ軍に向けて進軍、一時的に潰走させるが翌年、ビルマ王の援軍による反撃によってルアンパバーンまで潰走した。そのため、ビルマ側にいたナーイアーイがナーンの国主に任命されたが、7ヶ月の後病死。弟のナーンマノーが王位についた。
一方、アリヤウォンの息子ウィトゥーンはチエンマイでビルマの官吏をしていたが、チエンマイの反ビルマ反乱に参加し、シャムによって、ラムパーンで1774暮ないし75年初め頃にナーンの国主に任命され、ナーンマノーは王位を捨てて逃げ出した。しかし数ヶ月の内にビルマによって攻め入られ1775年、敗北しウィトゥーンとその父アリヤウォンは現在のウッタラディット県・タープラー郡まで逃げた。また、ウィトゥーンは1778年にシャムに背いたとしてトンブリーに送られ、そこで死亡した。
この後数年間、ナーンは国主が不在となるが、1782年ビルマはナーンマノーの甥に当たるアッタワパンヨーを国主に任命、一方でシャムはモンコンワラヨットを国主に任命、国主が二人存在するという奇妙な事態に陥った（なお、モンコンワラヨットはナーンには滞在せず、タープラーに駐在した）。しかし、モンコンワラヨットはビルマの脅威にたえられず1786年に隠居。国主はアッタワパンヨー一人となり、1788年、これはシャム側からも了承された。
アッタワパンヨーの治世までに長期の戦乱でナーンは荒廃し人口力に欠いていたことが『ナーン年代記』等から推測される。このことから、アッタワパンヨーはナーンに寺院を建設したり、修復したり街の再建に着手、また、チエンセーンなど北方を攻撃し、捕虜をナーンに連れてきて強制移住させたりしてナーンを活気づかせた。この後の王達も、この様な方法で、ナーンは国土を回復していった。
1853年11月時のナーン国王アナンタヨットはシップソーンパンナー攻略の命を、シャムから受け取る。この戦いはシャムから派遣されたウォーラウォンサーティラートサニット親王を総大将に、1855年まで続くが結局失敗。ナーンの国主もこれに多くの貢献をした。これの後、アナンタヨット王はシャム王に新たなナーンの街の再建の許可を請い許可された。こうしてナーンの街に城壁が建設された。
18世紀後半から19世紀初頭にかけてはチーク材の宝庫としてナーンは注目され繁栄の絶頂期にあり、外国の投資まで行われたチーク材の伐採がナーン県の近辺で行われ、ナーンはその集積・取引の中心となった。しかし、1904年タイ政府が現在のナーン県の東部にあたる（現・ラオス、サイニャブーリー県）をフランス領インドシナに割譲したことにより、ナーンの経済的地位は下がっていった。
ラーマ5世（チュラーロンコーン）のチャクリー改革以降、ナーンは君主がありながら内務省の下位の法人となり、1899年、内務省の省令によりナーンは「クウェーン・ナコーンナーン」となった。1914年にはアムプームアンとしての行政区分が与えられ、現在のナーン市の原型を形成した。
君主はマハープロムスラターダーの代まで続き、1931年8月17日名実共にナーンの君主は廃止された。一方ナーンの国主を世襲していた一族の内、スリヤポンパリットデート王の子孫には「ナ・ナーン」の名字が下賜され、ナーン県の名家となっている。

## 歴代国主
年代は注記のあるもの以外『ナーン年代記』による。
1. ティンマハーウォン・・・ เจ้าหลวงติ๋นมหาวงศ 1726年5月2日 - 1752年4月7日（ビルマの指名）
2. アリヤウォンワントーク・・・ เจ้าอริยะวงศ์หวั่นท๊อก หรือ เจ้าไชยวงศ์หวั่นท๊อก 1754年8月3日 - 1768年7月8日（ビルマの指名）
3. ナーイアーイ・・・ เจ้านายอ้าย 1768年7月8日-1769年2月（ビルマの指命）
4. ナーンマノー・・・ เจ้าหนานมโน 1768年7月13日-1775年2月15日（ビルマの指命）
5. ウィトゥーン・・・ เจ้าวิฑูร ・・・1775年-1778年（トンブリー王・タークシンの指命）
6. アッタワパンヨー・・・ เจ้าอัตถวรปัญโญ 1782年（ビルマの指名） - 1788年2月1日（シャムの承認） - 1890年
7. モンコンワラヨット（チャンタパチョート）・・・ เจ้ามงคลวรยศ หรือ เจ้าจันทปโชต 1784年月23日 - 1786年（ラーマ1世の指名）
8. スマナテーラワート・・・ เจ้าสุมนเทวราช 1810年12月6日 - 1825年4月13日
9. マハーヨット・・・ เจ้ามหายศ 1825年6月10日 - 1833年4月4日
10. アチッタウォン・・・ เจ้าอชิตวงศ์ 1837年4月3日 - 1838年8月13日
11. マハーウォン・・・ เจ้ามหาวงศ์ 1838/39年 - 1851年
12. アナンタウォンウォーラリッティデート（アナンタヨット）・・・ เจ้าอนันตวรฤทธิเดช หรือ เจ้าอนันตยศ 1853年3月6日 - 1891年5月29日
13. スリヤポンパリットデート เจ้าสุริยะพงษ์ผลิตเดช 1894年1月1日 - 1918年4月5日[3]
14. マハープロムスラターダー เจ้ามหาพรหมสุรธาดา 1918年11月11日 - 1931年8月17日[4]

## 注脚
1. ↑  The Nan Chronicle, trans. and ed. by David K. Wyatt, Ithaca: Cornell University, 1994, p.9
2. ↑  นามสกุลพระราชทาน
3. ↑  โรงเรียนศรีสวัสดิ์วิทยาคาร จังหวัดน่าน - Sisawat 2000
4. ↑  เหตุการณ์ในอดีตสิงหาคม - Royal Thai Army Radio and TV